# ازدواج همجنس در اکلاهما
ازدواج همجنس‌ها در اکلاهما از ۶ اکتبر ۲۰۱۴ و پس از تصمیم دیوان عالی ایالات متحده آمریکا مبنی بر عدم رسیدگی به دادخواست تجدیدنظر در حکم دادگاه استیناف حوزه دهم ایالات متحده آمریکا، قانونی شده است.
در ۱۴ ژانویه ۲۰۱۴ یک قاضی یک دادگاه ناحیه‌ای در اکلاهما ممنوع بودن ازدواج همجنس‌ها در این ایالت را برخلاف قانون اساسی دانست. وانگهی حکم او برای رسیدگی به درخواست تجدیدنظر متوقف شد.
در ۱۸ ژوئیه ۲۰۱۴ دادگاه استیناف حوزه دهم حکم قاضی را تأیید کرد اما حکم به منظور تجدید نظر در دیوان عالی آمریکا به اجرا درنیامد. دیوان عالی آمریکا نیز سرانجام در ۶ اکتبر ۲۰۱۴ درخواست تجدیدنظر در حکم دادگاه‌های پایین‌تر را رد کرد و بنابراین حکم دادگاه استیناف به قوت خود باقی‌مانده و ازدواج زوج‌های همجنس در ایالت شکل قانونی به خود گرفت.

## تاریخچه
قانون‌گذاران اکلاهما در سال ۲۰۰۴ اصلاحیه‌ای را برای تعریف ازدواج سنتی در قانون اساسی ایالت تصویب کردند که ازدواج را پیوندی میان یک مرد و یک زن تعریف می‌کرد. این اصلاحیه همچنین موجب به رسمیت نشناختن ازدواج زوج‌های همجنسی که در خارج از ایالت انجام شده بودند گردید. شهروندان ایالت در همان سال در همه‌پرسی به این اصلاحیه رأی دادند. بنابراین از آن سال ازدواج همجنس‌ها در ایالت ممنوع گردید.
در ۱۴ ژانویهٔ ۲۰۱۴ یک قاضی دادگاهی ناحیه‌ای ممنوعیت ازدواج زوج‌های همجنس را برخلاف قانون اساسی دانست. وانگهی به منظور رسیدگی به درخواست تجدید نظر مسئولان ایالت، ازدواج همجنس‌ها بلافاصله پس از حکم او به اجرا درنیامد و حکم او متوقف شد.
مری بیشاپ و شریک زندگیش شارون بالدوین زوج همجنس‌گرایی بودند که از سال ۲۰۰۴ ممنوعیت ازدواج همجنس‌ها در اکلاهما را به چالش کشیده بودند. در ۱۸ ژوئیه ۲۰۱۴ سه قاضی دادگاه استیناف حوزه دهم در جریان رسیدگی به پرونده آن‌ها ممنوع بودن ازدواج زوج‌های همجنس در ایالت اکلاهما را تبعیض‌آمیز و برخلاف قانون اساسی ایالات متحده آمریکا دانستند.
در ۶ اکتبر ۲۰۱۴ دادگاه عالی آمریکا نیز درخواست تجدید نظر در حکم دادگاه‌ها را رد کرد. این حکم علاوه بر اکلاهما برای ایالت‌های ویرجینیا، ایندیانا، ویسکانسین و یوتا صادر و ازدواج همجنس‌ها بلافاصله در این ایالت‌ها قانونی شد.